# Корнешть (Міхай-Вітязу, Клуж)
Корнешть, Корнешті (рум. Cornești) — село у повіті Клуж в Румунії. Входить до складу комуни Міхай-Вітязу.
Село розташоване на відстані 298 км на північний захід від Бухареста, 29 км на південь від Клуж-Напоки.

## Населення
За даними перепису населення 2002 року у селі проживала 781 особа.
Національний склад населення села:
| Національність | Кількість осіб | Відсоток |
| -------------- | -------------- | -------- |
| румуни         | 383            | 49,0%    |
| угорці         | 349            | 44,7%    |
| цигани         | 46             | 5,9%     |

Рідною мовою назвали:
| Мова      | Кількість осіб | Відсоток |
| --------- | -------------- | -------- |
| румунська | 396            | 50,7%    |
| угорська  | 383            | 49,0%    |